# Honey Grove
Honey Grove város az USA Texas államában, Fannin megyében. Lakosainak száma 1715 fő (2020. április 1.).

## Népesség
A település népességének változása:

| 2010 | 1 668 |
| 2020 | 1 715 |